# Luke Daniels
Luke Matthew Daniels (Bolton, Inglaterra, 5 de enero de 1988) es un exfutbolista británico que jugaba de portero.

## Selección nacional
Fue internacional con la selección de fútbol sub-20 de Inglaterra.

## Clubes
| Club                       | País       | Año       |
| -------------------------- | ---------- | --------- |
| Motherwell F. C.           | Escocia    | 2008      |
| Shrewsbury Town F. C.      | Inglaterra | 2008-2009 |
| Tranmere Rovers F. C.      | Inglaterra | 2009-2010 |
| Charlton Athletic F. C.    | Inglaterra | 2010      |
| Rochdale A. F. C.          | Inglaterra | 2010      |
| Bristol Rovers F. C.       | Inglaterra | 2011      |
| West Bromwich Albion F. C. | Inglaterra | 2011-2014 |
| Scunthorpe United F. C.    | Inglaterra | 2015-2017 |
| Brentford F. C.            | Inglaterra | 2018-2021 |
| Middlesbrough F. C.        | Inglaterra | 2021-2023 |
| Forest Green Rovers F. C.  | Inglaterra | 2023-2024 |